# Centropyge
Centropyge là một chi cá biển thuộc họ Cá bướm gai, cũng là chi có số lượng loài đông nhất trong họ. Các loài thuộc chi này được tìm thấy ở cả ba đại dương là Ấn Độ Dương, Thái Bình Dương và Đại Tây Dương.

## Từ nguyên
Từ định danh của chi được ghép bởi hai từ trong tiếng Hy Lạp cổ đại: kentron (bắt nguồn từ κέντρον, "gai, ngạnh") và pyge (bắt nguồn từ πυγή, "phía sau"), hàm ý đề cập đến 4 gai ở vây hậu môn (thực chất chỉ có 3).

## Hình thái chung

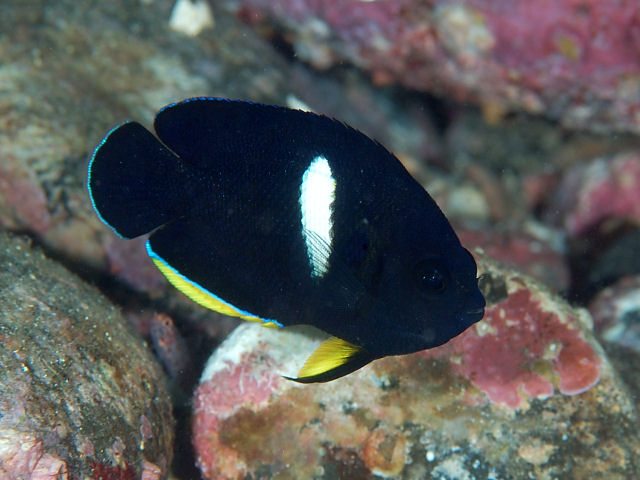
C. tibicen

Đa số các loài Centropyge có chiều dài cơ thể không vượt quá 10 cm. C. tibicen, loài điển hình, cũng là loài có kích thước lớn nhất được biết đến trong chi, với chiều dài tối đa được ghi nhận là 19 cm.
Hầu hết các thành viên trong chi Centropyge là những loài đa dạng màu sắc, nhưng cũng có một số ít loài lại có màu sắc sẫm tối, như C. nox và C. deborae là hai loài có màu đen toàn cơ thể mà không bất kỳ vệt đốm nào. C. tibicen cũng có màu đen nhưng lại có một vệt trắng ngay giữa thân.
Ngoài ra, một số loài có thể có nhiều kiểu hình khác nhau, như C. loricula có đến ba kiểu hình tùy theo vùng địa lý mà quần thể của chúng đang sống; C. flavissima có hai kiểu hình khác biệt ở hai đại dương; còn C. venusta cũng có nhiều kiểu hình tương tự như hai loài trước đó.
Một số loài có sự khác biệt giữa giới tính đực và cái (dị hình giới tính), như C. ferrugata và C. interrupta, được phân biệt dựa vào màu sắc ở vây lưng: vây lưng của cá đực có các vạch màu xanh lam óng, trong khi cá cái không có đặc điểm này.

## Sinh thái học

### Lưỡng tính
Các loài Centropyge có xu hướng sống theo từng nhóm nhỏ, trong đó một con cá đực trưởng thành đứng đầu đàn và thống trị những con cá cái trong hậu cung của nó. Những con cá cái "chốn hậu cung" cũng phân chia thứ bậc khác nhau. Ở C. bicolor, những con cá cái lớn được quan sát là có phạm vi lãnh thổ lớn hơn và có tần suất sinh sản cao hơn những con cá cái nhỏ. Những con cá cái lớn cũng tỏ ra hung hăng với những con cá cái nhỏ hơn, mục đích là để giữ vững thứ bậc của nó trong hậu cung.

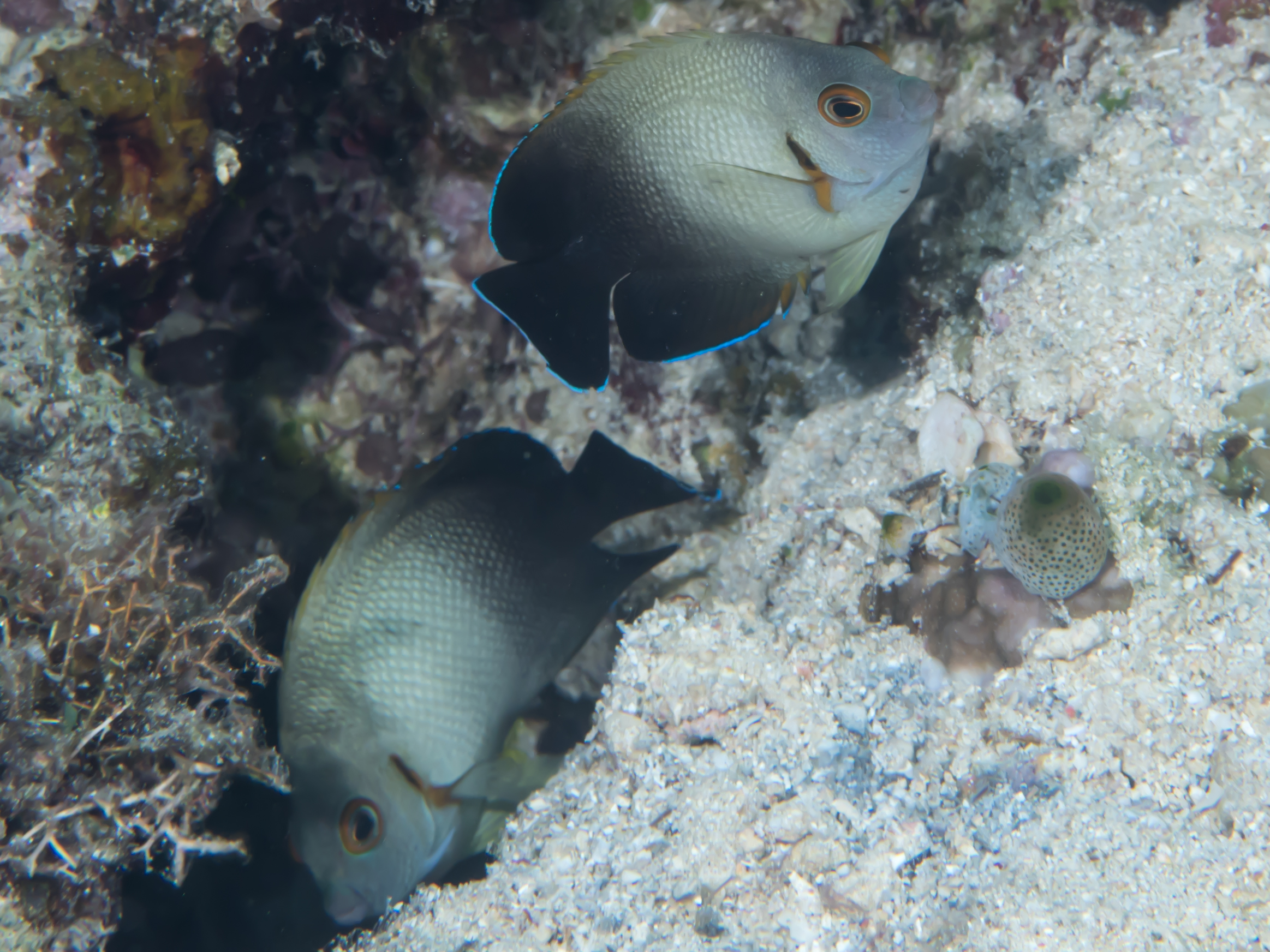
C. vrolikii

Hầu hết Centropyge là những loài lưỡng tính tiền nữ (cá cái có thể chuyển giới thành cá đực vào một thời điểm nào đó trong cuộc đời), giống với chi Genicanthus trong cùng họ. Nếu cá đực thống trị biến mất, con cá cái lớn nhất đàn sẽ chuyển giới thành cá đực và tiếp tục thống trị những con cá cái còn lại, một hành vi được quan sát ở nhiều loài Centropyge.
Cá đực của một số loài có thể chuyển đổi trở lại thành cá cái trong một vài trường hợp nào đó. Người ta tiến hành thí nghiệm cho các cặp C. ferrugata đực sống cùng nhau. Kết quả quan sát cho thấy, những con đực thua cuộc trong lúc cạnh tranh với con còn lại của cặp sẽ chuyển đổi giới tính trở thành cá cái. Ngoài C. ferrugata, có thêm 3 loài trong chi này được biết là có khả năng chuyển đổi qua lại giữa giới tính đực và cái, là C. acanthops, C. fisheri và C. flavissima.

### Loài mẫu
Một số loài Centropyge là loài mẫu để cá đuôi gai Acanthurus pyroferus chưa trưởng thành bắt chước kiểu màu, như C. flavissima, loài có phạm vi phổ biến ở các đảo quốc trên Thái Bình Dương. Ở những khu vực mà C. flavissima ít xuất hiện, cá con A. pyroferus được biết là sẽ bắt chước kiểu màu của C. vrolikii, C. heraldi hoặc C. bicolor.

### Lai tạp
Có 16 ghi nhận về sự lai tạp giữa các loài Centropyge với nhau:
- C. bispinosa × C. loricula
- C. bispinosa × C. ferrugata
- C. bispinosa × C. multicolor
- C. bispinosa × C. shepardi
- C. eibli × C. flavissima
- C. eibli × C. vrolikii
- C. flavissima × C. vrolikii
- C. loricula × C. ferrugata
- C. loricula × C. potteri
- C. loricula × C. shepardi
- C. ferrugata × C. multicolor
- C. bicolor × C. heraldi
- C. potteri × C. fisheri
- C. venusta × C. multifasciata
- C. fisheri × C. resplendens (nhân tạo)[16]
- C. resplendens × C. argi (nhân tạo)[17]

## Các loài

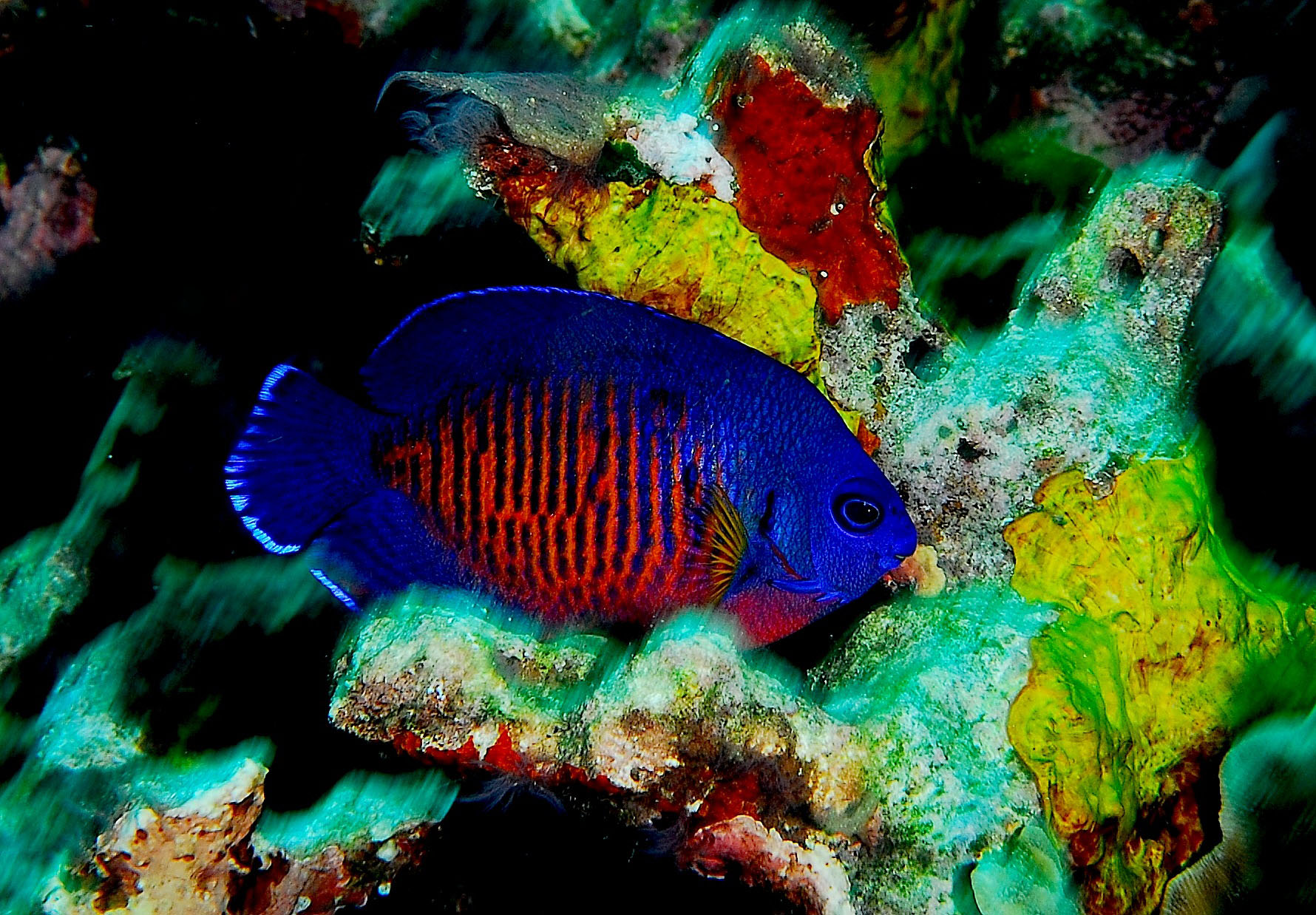
C. bispinosa

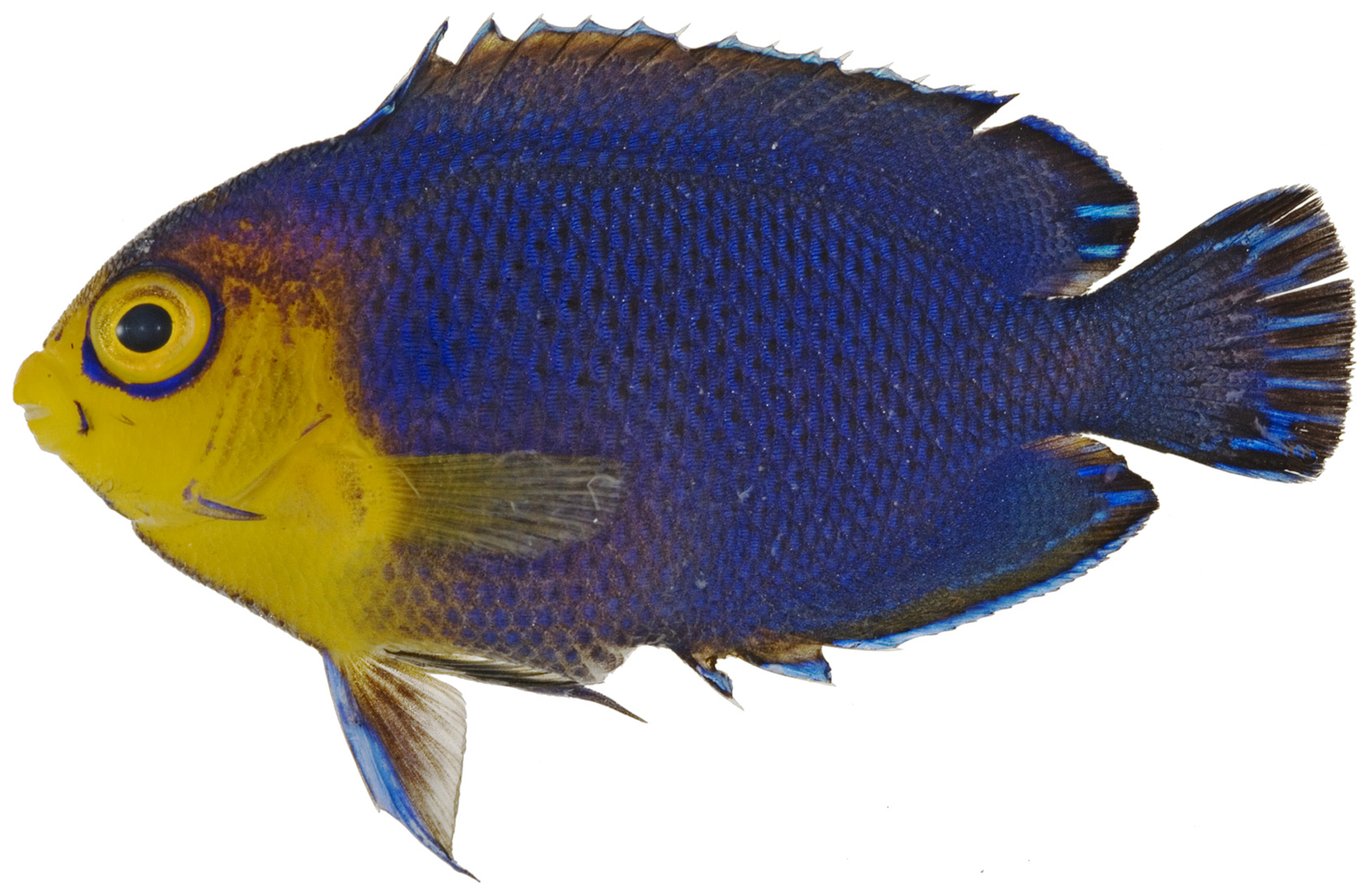
C. argi

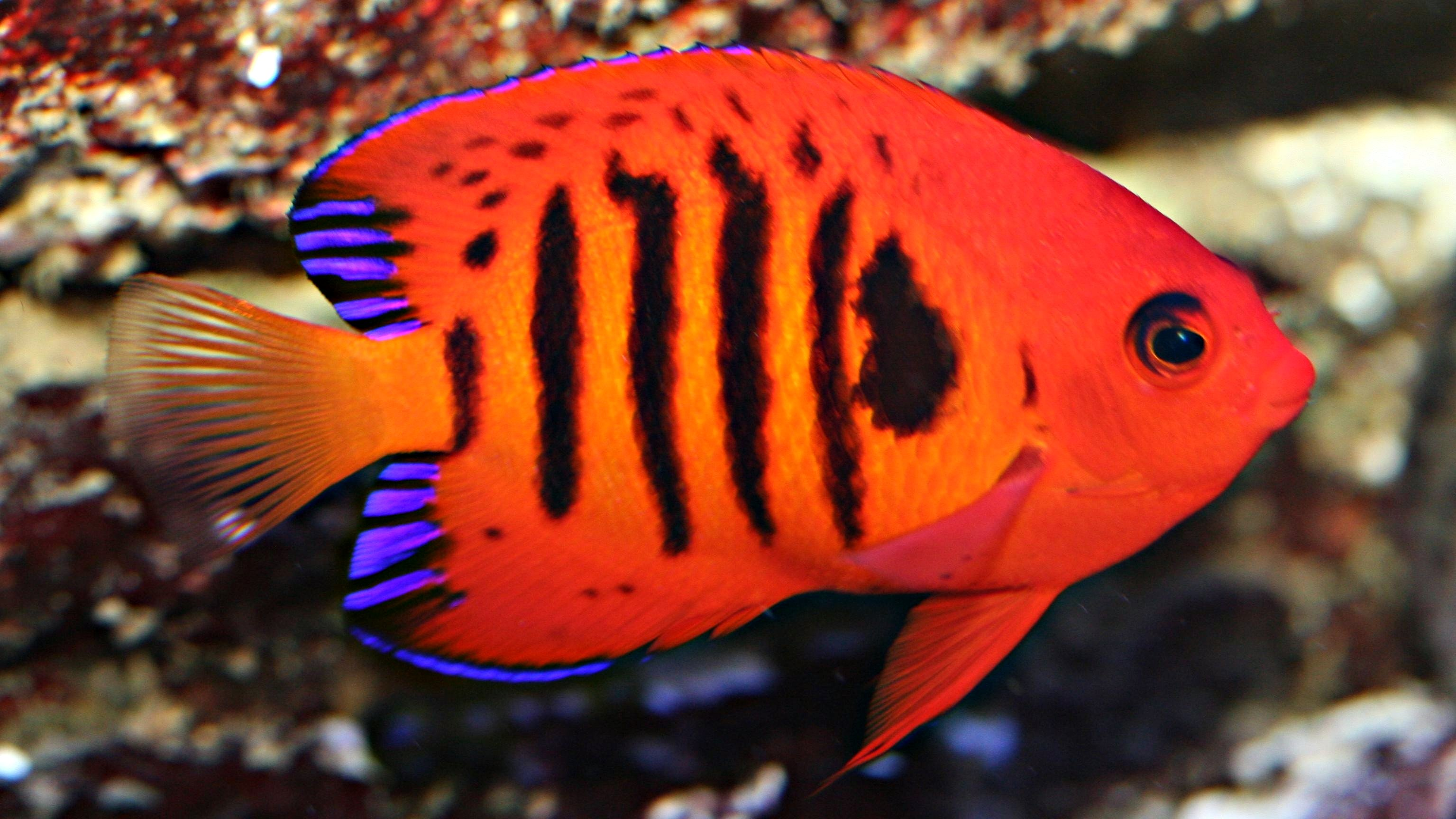
C. loricula

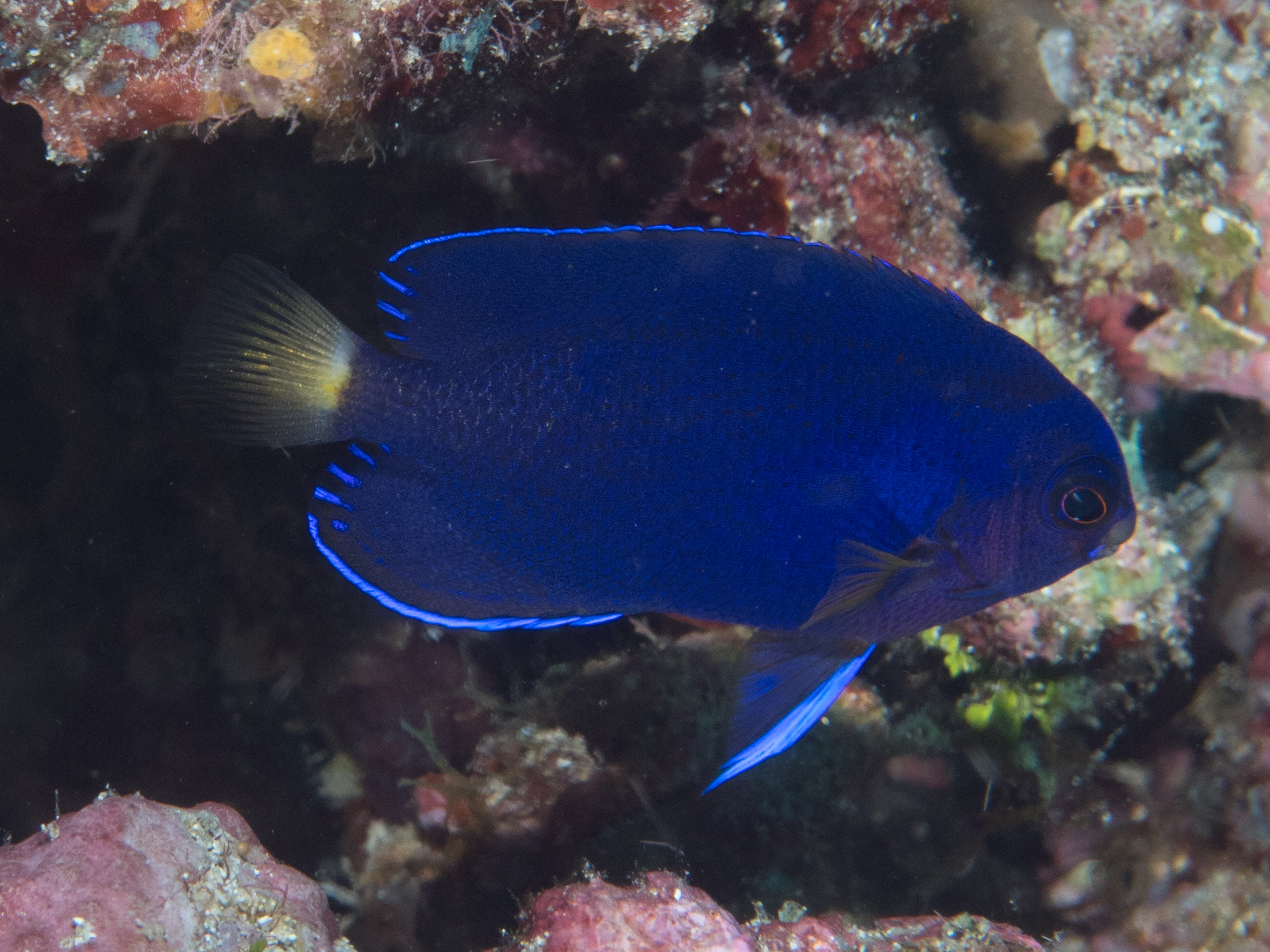
C. fisheri

Có tất cả 34 loài được công nhận là hợp lệ trong chi này, được xếp vào 3 phân chi, bao gồm:

#### Phân chiCentropyge[18]
- Centropyge aurantia Randall & Wass, 1974
- Centropyge bicolor (Bloch, 1787)
- Centropyge bispinosa (Günther, 1860)
- Centropyge colini Smith-Vaniz & Randall, 1974
- Centropyge debelius Pyle, 1990
- Centropyge eibli Klausewitz, 1963
- Centropyge ferrugata Randall & Burgess, 1972
- Centropyge flavipectoralis Randall & Klausewitz, 1977
- Centropyge flavissima (Cuvier, 1831)
- Centropyge heraldi Woods & Schultz, 1953
- Centropyge hotumatua Randall & Caldwell, 1973
- Centropyge interrupta (Tanaka, 1918)
- Centropyge joculator Smith-Vaniz & Randall, 1974
- Centropyge loricula (Günther, 1874)
- Centropyge multicolor Randall & Wass, 1974
- Centropyge multispinis (Playfair, 1867)
- Centropyge nahackyi Kosaki, 1989
- Centropyge narcosis Pyle & Randall, 1993
- Centropyge nox (Bleeker, 1853)
- Centropyge potteri (Jordan & Metz, 1912)
- Centropyge shepardi Randall & Yasuda, 1979
- Centropyge tibicen (Cuvier, 1831)
- Centropyge vrolikii (Bleeker, 1853)

#### Phân chiParacentropyge[19]
(Một số nhà khoa học vẫn xem Paracentropyge là một chi hợp lệ)
- Centropyge boylei Pyle & Randall, 1992
- Centropyge multifasciata (Yasuda & Tominaga, 1969)
- Centropyge venusta (Yasuda & Tominaga, 1969)

#### Phân chiXiphypops[20]
- Centropyge acanthops (Norman, 1922)
- Centropyge argi Woods & Kanazawa, 1951
- Centropyge aurantonotus Burgess, 1974
- Centropyge fisheri (Snyder, 1904)
- Centropyge nigriocella Woods & Schultz, 1953
- Centropyge resplendens Lubbock & Sankey, 1975

#### Incertae sedis
Hai loài dưới đây nằm trong nhóm incertae sedis (vị trí chưa chắc chắn) do chưa được xếp vào phân chi nào:
- Centropyge abei Allen, Young & Colin, 2006
- Centropyge deborae Shen, Ho & Chang, 2012

### Trích dẫn
- John E. Randall; Helen A. Randall (1960). "Example of mimicry and protective resemblance in tropical marine fishes". Bulletin of Marine Science of the Gulf and Caribbean. Quyển 10 số 4. tr. 444–480.
- John E. Randall (1993). "Acanthurus tristis, a valid Indian ocean surgeonfish (Perciformes: Acanthuridae)". Nhà xuất bản J.L.B. Smith Institute of Ichthyology. tr. 1–8. {{Chú thích tạp chí}}: Chú thích magazine cần |magazine= (trợ giúp)
- Radu C. Guiasu; Richard Winterbottom (1998). "Yellow juvenile color pattern, diet switching and the phylogeny of the surgeonfish genus Zebrasoma (Percomorpha, Acanthuridae)" (PDF). Bulletin of Marine Science. Quyển 63 số 2. tr. 277–294.
- Richard L. Pyle (2003). A systematic treatment of the reef-fish Family Pomacanthidae (Pisces: Perciformes) (PDF) (Tiến sĩ). Đại học Hawaii. Lưu trữ ngày 21 tháng 5 năm 2021 tại Wayback Machine
- "Functional hermaphroditism in teleosts" (PDF). Fish and Fisheries. Quyển 9 số 1. 2008. tr. 1–43. {{Chú thích tạp chí}}: Đã bỏ qua tham số không rõ |authors= (trợ giúp)